# スタッフォロ
スタッフォロ（伊: Staffolo）は、イタリア共和国マルケ州アンコーナ県にある、人口約2,100人の基礎自治体（コムーネ）。

## 地理

### 位置・広がり
アンコーナ県のコムーネ。県都・州都アンコーナから南西へ34kmの距離にある。

#### 隣接コムーネ
隣接するコムーネは以下の通り。括弧内のMCはマチェラータ県所属を示す。
- アピーロ (MC)
- チンゴリ (MC)
- クプラモンターナ
- イェージ
- サン・パオロ・ディ・イェージ

### 気候分類・地震分類
スタッフォロにおけるイタリアの気候分類 (it) および度日は、zona E, 2234 GGである。
また、イタリアの地震リスク階級 (it) では、zona 2 (sismicità media) に分類される。